# Verona Murphy
Verona Murphy (ur. 1971) – irlandzka polityk i przedsiębiorca, deputowana. Ceann Comhairle od 2024.

## Życiorys
Urodziła się jako jedno z jedenaściorga dzieci rolników z Ramsgrange w hrabstwie Wexford. Mając 16 lat, wyjechała do pracy zarobkowej w Wielkiej Brytanii. Dwa lata później wróciła do Irlandii, kształciła się w zakresie zarządzania transportem. W późniejszych latach uzyskała licencjat z prawa w IT Carlow. Zajęła się prowadzeniem działalności gospodarczej w branży transportowej. W latach 2015–2020 kierowała organizacją branżową Irish Road Haulage Association.
Była związana z Fine Gael. W 2019 bez powodzenia startowała z jej ramienia w wyborach uzupełniających do Dáil Éireann z okręgu Wexford. W trakcie kampanii wzbudziła pewną krytykę swoimi wypowiedziami dotyczącymi imigrantów. FG wykreśliła ją z listy rekomendowanych kandydatów w kolejnym głosowaniu do niższej izby Oireachtas, Verona Murphy odeszła następnie z partii. W wyborach w 2020 kandydowała jako niezależna, uzyskując wówczas mandat poselski. Z powodzeniem ubiegała się o reelekcję w wyborach w 2024.
W parlamencie dołączyła do skupiającej głównie deputowanych niezależnych frakcji Regional Independent Group. 18 grudnia 2024 została wybrana na przewodniczącą Dáil Éireann 34. kadencji, stając się pierwszą kobietą na tej kobietą na tym stanowisku. Poparcia w głosowaniu udzielili jej wówczas liderzy FG i Fianna Fáil.